# R.R.D.T.
R.R.D.T. (titolo completo Rodolfo Rojas Director Técnico) è una serie televisiva argentina prodotta da Pol-ka Producciones e trasmessa tra il 1997 e il 1998 su Canal 13. La fiction è formata da due stagioni, la prima di venti episodi e la seconda di tredici.
La regia è affidata a Jorge Nisco. Gli ideatori sono Ernesto Korovsky e Gustavo Barrios.

## Trama

### Prima stagione
Rodolfo Rojas, un ex giocatore di calcio e attuale presidente di una squadra deve, con i suoi quarant'anni, affrontare alcune situazioni personali e professionali. Rimasto senza soldi, torna a vivere dalla nonna Tina. Grazie a lei, Rodolfo rincontra il padre Isidro, con cui non si parlava da ben vent'anni, da cui viene a sapere dell'esistenza del fratellastro, Miguel, di età più giovane.
Inoltre ha anche un rapporto difficile con la figlia Georgina che è una ribelle. Accetta un lavoro nel club che in passato era stato il suo avversario, dove deve cercare di migliorare il rendimento calcistico. In aggiunta, c'è il cattivo rapporto ex-moglie Lucia ma anche la possibilità di un nuovo rapporto con Carolina.

### Seconda stagione
Rodolfo è sempre più sommerso dai guai e Carolina, intanto, si è trasferita in Europa per un tempo indeterminato, ma un nuovo amore arriva nella vita del dirigente sportivo: è Mariela, una giornalista di un quotidiano sportivo, soprannominata "Polvorita" per la sua goffaggine e impulsività, tanto da sedurre il giocatore. Inoltre, Lucia inizia a frequentarsi con un vecchio compagno di Rodolfo, Víctor Fraquia, che finisce per rivelarsi un uomo pericoloso.
In questa stagione c'è l'entrata di altri personaggi come: Bertuccio e Cilandro, due giocatori di calcio e Delia.
Alla fine, Rodolfo si rende conto di tutto ciò che cercava da molti anni e lo trova in sua figlia e in sua moglie, Lucia. Si trasferisce in Venezuela, accettando un'altra offerta di lavoro.

## Personaggi ed interpreti
- Rodolfo Rojas, interpretato da Carlos Calvo:

Ex difensore della squadra di calcio Club Atlético Belgrano. Padre di Georgina, marito di Lucia. Ha un fratellastro di nome Miguel
- Tina, interpretata da China Zorrilla:

Nonna di Rodolfo, dove il fallimento del nipote, è lei ad ospitarlo in casa.
- Isidro Rojas, interpretato da Pepe Soriano:

Padre di Rodolfo, dopo che per vent'anni non parlava con il figlio, i due si rincontrano grazie a Tina.
- Lucía, interpretata da Patricia Sosa:

Moglie di Rodolfo, madre di Georgina.
- Carolina Ferré, interpretata da Nancy Dupláa (stagione 1):

Amante di Rodolfo. Nella seconda stagione si trasferisce in Europa.
- Polvorita, interpretata da Andrea Campbell (stagione 2):

Nuova amante di Rodolfo, entra nella seconda stagione; è una giornalista di un quotidiano sportivo.
- Georgina Rojas, interpretata da Laura Azcurra:

Figlia di Rodolfo e Lucia, è molto ribelle.

## Produzione
La serie è stata registrata tra il 1997 e il 1998, rispettivamente, nel primo anno la prima stagione e nel secondo l'ultima stagione.
La serie ha debuttato il 7 agosto 1997 su Canal 13, in questo primo episodio hanno partecipato personalità del mondo calcistico come: Diego Maradona, Héctor Veira, Héctor Enrique, Sergio Batista e la voce di Víctor Hugo Morales.
Alla fine del 1997 fu confermata una seconda stagione, andata in onda durante il 1998. Alle registrazioni non prese parte l'attrice Nancy Dupláa, poiché abbandonò la serie. Fu rimpiazzata da Andrea Campbell, impersonando Polvorita.
Alla conclusione della fiction, nel maggio 1998, l'attore protagonista Calvo dichiarò la conclusione della serie. Durante le riprese della seconda stagione ci furono alcune divergenze tra Adrián Suar e Calvo in quanto, quest'ultimo, non era d'accordo con alcuni libri dell'autore della serie Korovsky nei riguardi del suo personaggio. Questo portò ad alcune voci su un litigio tra Calvo e Suar, affermando che il direttore di Pol-ka Producciones non sopporterebbe alcuni comportamenti dell'attore. Tuttavia entrambi hanno negato le versioni. Calvo comunque decise di lasciare la serie e quindi non fu prodotta una terza stagione.
La serie viene replicata dallo stesso canale tra il 1999 e il 2000, raggiungendo nuovamente un buon successo di rating ed è una delle poche serie in ripetizione ad avere quei risultati. Infatti, ottiene una media di 7 punti con un massimo anche di 8.2.
Viene replicata anche dal 12 marzo 2012 sul canale argentino Volver.

## Premi e riconoscimenti
- 1997 - Premio Martín Fierro
  - Vinto - Miglior colonna sonora per Volver a empezar a Alejandro Lerner.[11][12]
  - Nomination - Miglior commedia.[11]
  - Nomination - Attore protagonista di commedia a Carlos Calvo.[11]
  - Nomination - Attore di reparto a Pepe Soriano.[11]
  - Nomination - Attrice di reparto a China Zorrilla.[11]
- 1998 - Premio Martín Fierro
  - Nomination - Miglior commedia.[13]
  - Nomination - Rivelazione a Laura Azcurra.[13]